# Северики
Северики — опустевшая деревня в Усвятском районе Псковской области России. Входит в состав Усвятской волости.

## География
Находится на юге региона, в северо-западной части района, в лесной местности, в 17 км к северо-западу от райцентра Усвяты и в 10 км к югу от бывшего волостного центра Стеревнево.
Уличная сеть
ул. Лесная, ул. Победы и ул. Труда.

## Население
| 2001 | 2002 | 2010 |
| ---- | ---- | ---- |
| 15   | ↗153 | ↘148 |

## История
С января 1995 до апреля 2015 года деревня входила в состав ныне упразднённой Калошинской волости.

## Инфраструктура
Личное подсобное хозяйство.

## Транспорт
Просёлочные дороги.